# بادي مايرز
بادي مايرز (بالإنجليزية: Buddy Myers)‏ هو مهندس الصوت ومهندس أمريكي، ولد في 14 مايو 1906 في ريتشموند في الولايات المتحدة، وتوفي في 25 يوليو 1967.

## وصلات خارجية
- بادي مايرز على موقع IMDb (الإنجليزية)
- بادي مايرز على موقع قاعدة بيانات الفيلم (الإنجليزية)